# Hoàng Trường Minh
Hoàng Trường Minh (1922 – 12 tháng 10 năm 1989) là nhà cách mạng và chính khách Việt Nam. Ông từng là Ủy viên Ban Chấp hành Trung ương Đảng Cộng sản Việt Nam, Bí thư Tỉnh ủy Cao Lạng, Bí thư Tỉnh ủy Lào Cai, Bí thư Tỉnh ủy Lạng Sơn, Phó Chủ tịch Quốc hội khóa VIII, Trưởng ban Dân tộc Trung ương, Chủ tịch Hội đồng Dân tộc của Quốc hội.

## Tiểu sử
Ông tên thật là Hoàng Khải Lủn, sinh năm 1922, dân tộc Tày; quê quán xã Phương Thông, huyện Bạch Thông (Bắc Thái cũ) nay là thị trấn Phủ Thông, huyện Bạch Thông (Bắc Kạn).
Từ tháng 3-1945 đến tháng 3-1946, ông tham gia Đoàn Thanh niên cứu quốc. Tháng 3/1945 đến tháng 3/1946, ông tham gia Thanh niên cứu quốc, là Trung đội trưởng tự vệ xã; học trường Quân chính kháng Nhật ở Tân Trào.
Tháng 7/1945 được kết nạp vào Đảng Cộng sản Đông dương; Tỉnh Ủy viên Tuyên Quang; Ủy viên Ủy ban Kháng chiến Hành chính tỉnh Tuyên Quang.
Năm 1947-1953 Ủy viên Thường vụ Tỉnh ủy, Chủ tịch Ủy ban Kháng chiến Hành chính tỉnh Lào Cai (từ năm 1953 kiêm Chính trị viên Tỉnh đội).
Ông được Đảng, Nhà nước phân công giữ nhiều cương vị quan trọng:
Thời gian 1954 - 1976 là Bí thư Tỉnh ủy, kiêm Chủ tịch Ủy ban Hành chính tỉnh Lào Cai;
Tháng 8-1976 là Bí thư Tỉnh ủy Lạng Sơn;
Từ năm 1976 - 1978 là Bí thư Tỉnh ủy Cao Lạng (2 tỉnh Cao Bằng và Lạng Sơn); Chính ủy Bộ chỉ huy quân sự thống nhất Tỉnh; Ủy viên Quân khu ủy Quân khu I.;
Từ năm 1978 đến năm 1981 là Bí thư Tỉnh ủy Lạng Sơn.
Từ năm 1976 đến 1989 ông là Ủy viên Ban Chấp hành Trung ương Đảng các Khóa IV, V và VI; Trưởng ban Dân tộc Trung ương (1982 - 1989), Đại biểu Quốc hội các Khóa: II, III, IV, V, VI, VII và VIII; Chủ tịch Hội đồng Dân tộc của QH Khóa VII(1982); Phó Chủ tịch QH Khóa VIII (1987) ; Ủy viên Đoàn Chủ tịch MTTQ Việt Nam Khóa II và Khóa III; Chủ tịch Hội Hữu nghị Việt – Lào.
Ông mất tháng 10/1989 tại Hà Nội (đương chức), hưởng thọ 68 tuổi.

## Khen thưởng
Ông đã được Đảng và Nhà nước tặng thưởng Huân chương Sao Vàng (truy tặng), Huân chương Độc Lập hạng Nhất; Huân chương Kháng chiến hạng Nhất; Huân chương Kháng chiến chống Mỹ cứu nước hạng Nhất; Huy chương Chiến thắng hạng Nhất; Huy hiệu 40 năm tuổi Đảng./.